# مانوئلا (فیلم ۱۹۵۷)
مانوئلا (انگلیسی: Manuela) یک فیلم در ژانر ماجراجویی و درام به کارگردانی گای همیلتون محصول سال ۱۹۵۷ کشور بریتانیا است. این فیلم در هفتمین جشنواره بین‌المللی فیلم برلین حضور داشته‌است.